# Nissan 370Z
Nissan 370Z (код кузова — Z34) — спортивный автомобиль, выпускаемый компанией Nissan Motors. В Японии серия Z известна под именем Fairlady Z. Последнее поколение представлено в качестве серийной модели в Лос-Анджелесе 19 ноября 2008 года, продажи стартовали в начале 2009 года. В России японский спорт-кар появился через год после дебюта на автосалоне, то есть, осенью 2009 года.
В апреле 2009 года на Нью-Йоркском автосалоне состоялась мировая премьера спорт-кара Nissan 370Z в кузове родстер. По данным Nissan, открытая версия спортивного купе под названием 370Z Convertible в заводской комплектации будет поставляться с мягкой тканевой крышей, а металлический вариант разработают тюнинговые компании.
После 2019 модельного года был прекращён выпуск родстера. Купе оставалось в производстве дополнительный год — до 2020-го. Таким образом, модель была снята с производства в 2020 году.

## Технические характеристики
Автомобиль оснащён двигателем V6 серии VQ объёмом 3,7 литров с системой изменения фаз газораспределения, системой изменения высоты подъёма клапанов и ограничителем числа максимальных оборотов на отметке 7500 об./мин, который выдаёт мощность 336 л. с. (при 7000 об./мин) и 366 Н·м крутящего момента (при 5200 об./мин). Поставляется с двумя вариантами коробки передач: 7-ступенчатая автоматическая и 6-ступенчатая механическая.
Nissan 370Z оснащён опцией Sport Package, включающей в себя кованые алюминиевые диски с покрышками Bridgestone RE050A (245/40 R19 спереди и 275/35 R19 сзади), четырёхпоршневые передние суппорта в тандеме с 355-мм тормозными дисками спереди и 350,5-мм сзади, а также главной передачей с дифференциалом повышенного трения с вискомуфтой.
60 миль в час (96,56 км/ч) автомобиль набирает за 5,1 с. Тестовый автомобиль массой 1524 кг преодолевает четверть мили за 13,4 секунды, развивая на финише скорость 168 км/ч. На полную остановку со скорости 96,56 км/ч этому автомобилю требуется всего 30,78 м.
Сцепления с дорогой у 370Z более чем достаточно, в тесте на боковое ускорение она демонстрирует результат в 0,97 G в управляемом заносе, который легко контролировать газом. Укороченная колесная база означает, что автомобилю проще проходить слалом, что подтверждается скоростью прохождения этого испытания — 111 км/ч. В целом Nissan 370Z едет так же, как представленная в прошлом году комплектация Nissan 350Z Nismo, только без строптивости, свойственной машинам от Nismo.
Двигатель для кузова родстер останется таким же, как и у купе — 3,7-литровым (что отражено в названии модели) V6 мощностью 332 л. с., развивающим до 366 Н·м крутящего момента.

### NISMO 370Z
Версия NISMO была представлена в 2009 году. От базовой версии она отличается форсированным до 350 л. с. мотором, более жесткой спортивной подвеской, тормозной системой с улучшенными характеристиками и
специальной системой выхлопа.
Кроме того, на автомобили версии NISMO устанавливаются другие передний и задний бамперы, а также аэродинамическое антикрыло. Интерьер отличается облегченными спортивными сидениями и красной отделочной строчкой
на руле и передней панели.
До 2015 года Nissan 370Z NISMO комплектовался только механической коробкой передач. Обновление 2015 года имеет новые детали кузова (передний и задний бамперы, накладки порогов), а также возможность выбора автоматической коробки передач.